# Alena Cuchło
Alena Cuchło, Jelena Cuchło (biał. Алена Цухло, ros. Елена Цухло; ur. 13 maja 1954 roku) – białoruska lekkoatletka (maratonka). 

## Kariera
W pierwszej części kariery reprezentowała ZSRR.
Nie ukończyła maratonu podczas mistrzostw Europy (1982).
Piąta zawodniczka mistrzostw świata (1987).
Ponad 30 razy triumfowała w biegach maratońskich, m.in. w Vienna City Marathon (1985), w Maratonie Warszawskim - trzykrotnie z rzędu (1994-1996) oraz czterokrotnie w maratonie uznamskim (1999, 2000, 2002, 2004).
Złota medalistka mistrzostw Europy weteranów.
Wielokrotna rekordzistka Białorusi.

## Rekordy życiowe
- Bieg na 5000 metrów – 15:25,13, 11 czerwca 1982 Moskwa[1]
- Bieg na 10 000 metrów – 32:20,40, 19 września 1981, Moskwa[1]
- Bieg maratoński – 2:28:53, 7 czerwca 1987, Mohylew[1]